# Christopher Villiers
Pour les articles homonymes, voir Villiers.
Christopher Villiers est un acteur, scénariste, réalisateur et producteur britannique né le 7 septembre 1958 à Londres.

## Filmographie

### Acteur

#### Cinéma
- 1984 : Top secret ! : Ange
- 1995 : Lancelot, le premier chevalier : Sir Kay
- 1998 : Pile et Face : Steve
- 2002 : Bloody Sunday : Major Steele
- 2002 : Two Men Went to War : Dr Oliver Holmes
- 2006 : Kidulthood : M. Fineal
- 2009 : Le Secret de Green Knowe : l'officier de police
- 2010 : The Shouting Men : Christopher
- 2011 : Land Gold Women : Timothy James
- 2012 : The Knot : M. Giddings
- 2014 : Seven Lucky Gods : Adrian
- 2015 : Chasing Robert Baker : Robert Baker
- 2016 : Letters from Bagdad : Sir Leonard Wolley
- 2017 : Birds Like Us : Craven
- 2017 : The Last Photograph : le chef
- 2019 : Fisherman's Friends : Charles Montegue
- 2021 : RideBy : Dr Marshall

#### Télévision
- 1981 : Lady Killers : Frederick Bywaters (1 épisode)
- 1981 : Bergerac : Duggie Cowley (1 épisode)
- 1981-1983 : Play for Today : le médecin et le sous-lieutenant Larkin (3 épisodes)
- 1982 : Squadron : Lieutenant Tom Fowler (1 épisode)
- 1982 : The Scarlet Pimpernel : Lord Anthony Dewhurst
- 1982 : Young Sherlock: The Mystery of the Manor House : Jasper Moran (8 épisodes)
- 1983 : Doctor Who : Hugh (2 épisodes)
- 1983 : Sweet Sixteen : Peter Morgan (6 épisodes)
- 1983 : Mansfield Park : Tom Bertam (5 épisodes)
- 1985-1986 : Mog : Oliver (13 épisodes)
- 1987 : Les Hasards de l'amour : Capitaine Jackson
- 1989 : Capstick's Law : Jonty Capstick (6 épisodes)
- 1989-2005 : Casualty : M. Lewis et James Major (3 épisodes)
- 1990 : Little Sir Richards : William Randle (6 épisodes)
- 1991 : We Are Seven : Dr Jonathan Wright
- 1991 : Miss Marple : Alex Restarick (1 épisode)
- 1995 : Harry (1 épisode)
- 1997-1999 : Inspecteur Barnaby : David Whitely (2 épisodes)
- 1998 : Faith in the Future : Harry (7 épisodes)
- 1998 : Les Nouvelles Aventures de Robin des Bois : Lord Nicholas Beacon (2 épisodes)
- 1998 : Ultraviolet : Lester (1 épisode)
- 1999 : Les Ombres du passé : Andrew Cannon (3 épisodes)
- 1999 : Heartbeat : Sean Banks (1 épisode)
- 2000 : Big Meg, Little Meg : Terry (4 épisodes)
- 2002 : Family Affairs : Harry Wakeman (5 épisodes)
- 2003 : Aventure et Associés : Lord Richard Biarcliff (1 épisode)
- 2003 : Murphy's Law : DCI Hart (1 épisode)
- 2003 : Rosemary and Thyme : Dr Whittaker (1 épisode)
- 2003 : The Royal : Frank Wellborn (1 épisode)
- 2003-2018 : Doctors : Warwick Sutcliffe, Colin Patrick et Richard Tanner (3 épisodes)
- 2004-2005 : Septième Ciel : Capitaine Nigel Croker (24 épisodes)
- 2006 : Judge John Deed : Paul Robson-Alan (1 épisode)
- 2006-2008 : Emmerdale Farm : Grayson Sinclair (97 épisodes)
- 2009 : Collision : Keith Fowler (4 épisodes)
- 2012 : Flics toujours : Christopher Maitland (1 épisode)
- 2013 : Vicious : Gerald Wilkinson (1 épisode)
- 2014 : Les Enquêtes de Vera : Noel Underwood (1 épisode)
- 2015-2018 : Hetty Feather : Colonel Brigwell (18 épisodes)
- 2016 : Indian Summers : Wilson-Hutchinson (2 épisodes)
- 2016 : Hollyoaks : M. Sheffield (1 épisode)
- 2017 : The Saint : Arthur Templar
- 2018 : The Royals : Cliffton (1 épisode)
- 2018 : The ABC Murders : Sir Carmichael Clarke (3 épisodes)
- 2019 : Dad's Army : le brigadier (1 épisode)

### Scénariste
- 2002 : Two Men Went to War
- 2007 : Shotgun Wedding
- 2009 : Postcards from the Front
- 2010 : Mathilde of Bayeux
- 2018 : Snijeg za Vodu: Snow for Water
- 2021 : An Cnag

### Réalisateur
- 2007 : Shotgun Wedding
- 2009 : Postcards from the Front
- 2010 : Mathilde of Bayeux
- 2014 : Four Tails
- 2018 : Snijeg za Vodu: Snow for Water
- 2021 : An Cnag
- 2021 : What Sadie Saw

### Producteur
- 2002 : Two Men Went to War
- 2009 : Postcards from the Front
- 2010 : Mathilde of Bayeux
- 2014 : Four Tails
- 2018 : Snijeg za Vodu: Snow for Water
- 2021 : An Cnag